# Madison Keysová

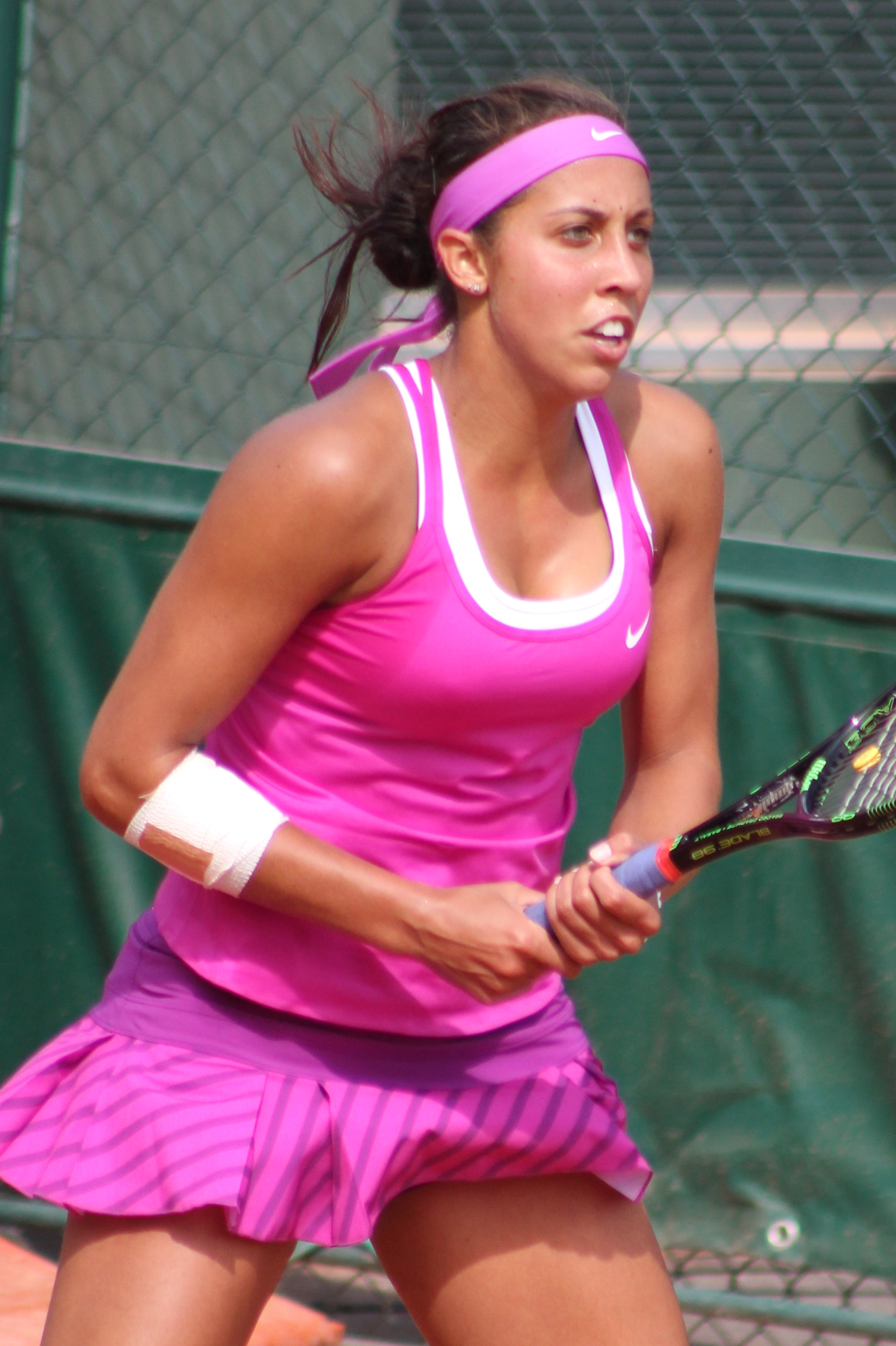
Keysová na French Open 2015

Madison Keysová (nepřechýleně: Keys, * 17. února 1995 Rock Island) je americká profesionální tenistka. Ve dvouhře grandslamu zvítězila na Australian Open 2025 a finále si zahrála na US Open 2017. Ve své dosavadní kariéře na okruhu WTA Tour vyhrála deset singlových turnajů včetně Cincinnati Open 2019. V rámci okruhu ITF získala tři tituly ve dvouhře a jeden ve čtyřhře. Praktikuje silový styl tenisu s tvrdými údery.
Na žebříčku WTA byla ve dvouhře nejvýše klasifikována v únoru 2025 na 5. místě a ve čtyřhře pak v říjnu 2022 na  56. místě. Trénuje ji manžel Bjorn Fratangelo.
V americkém týmu Billie Jean King Cupu debutovala v roce 2014 čtvrtfinálovým utkáním Světové skupiny proti Itálii, v němž prohrála dvouhru s Camilou Giorgiovou (pro niž se jednalo také o debut) a poté získala jediný bod Američanek ve čtyřhře po boku Lauren Davisové. Do dubna 2024 v soutěži nastoupila k osmi mezistátním utkáním s bilancí 4–5 ve dvouhře a 2–1 ve čtyřhře.
Spojené státy americké reprezentovala na Letních olympijských hrách 2016 v Riu de Janeiru, kde v ženské dvouhře startovala jako sedmá nasazená. Vypadla v semifinále, když nestačila na Němku Angelique Kerberovou. V utkání o bronz pak podlehla Petře Kvitové.
Úřadující světovou jedničku přehrála na šestý pokus, když ve třetím kole cincinnatského Western & Southern Open 2022 vyřadila Polku Igu Świątekovou po dvousetovém průběhu. V semifinále pak podlehla Kvitové.

## Soukromý život
Narodila se do rodiny advokátů ze severozápadu Spojených států, Afroameričana Ricka Keyse, který hrál univerzitní basketbal, a bělošky Christine Keysové. Žádná z tří sester se tenisu nevěnovala profesionálně. V roce 2017 navázala partnerský vztah s tenistou Bjornem Fratangelem. Po zasnoubení v březnu 2023 následoval charlestonský sňatek v listopadu 2024. Mezi svatebními hosty byly spoluhráčky z americké reprezentace Bradyová, Pegulaová, Stephensová, Townsendová a Krawczyková, či bývalé tenistky Ahnová, Falconiová a Robsonová.

## Tenisová kariéra
S tenisem začala v sedmi letech v Tenisovém klubu v Moline, jednom z pěti spojených měst (Quad Cities) svého rodiště ve státě Illinois. Od devíti let byla členkou Tenisové akademie Johan Everta ve floridském Boca Raton, v níž zčásti trénovala i jeho sestra Chris Evertová.
Během července 2009 ve čtrnácti letech porazila jako členka týmu Philadelphia Freedoms úřadující wimbledonskou vítězku Serenu Williamsovou poměrem gamů 5–1. Stala se jednou z nejmladších tenistek, které vyhrály zápas na okruhu WTA, když ve čtrnácti letech a čtyřiceti osmi dnech stáří zdolala 81. hráčku světa Rusku Allu Kudrjavcevovou na floridském turnaji MPS Group Championships 2009, kam obdržela divokou kartu.
V hlavní grandslamové soutěži debutovala na US Open 2011, kde vypadla ve druhém kole s dvacátou sedmou nasazenou Češkou Lucií Šafářovou po třísetovém průběhu. Do třetího kola postoupila na Australian Open 2013. V úvodních dvou utkáních přešla přes Australanku Casey Dellacquovou a rakouskou turnajovou třicítku Tamiru Paszekovou, než byla nad její síly pátá nasazená Němka Angelique Kerberová. Do třetí fáze se také probojovala ve Wimbledonu 2013. V prvním zápasu si poradila s Britkou Heather Watsonovou a ve druhém s třicátou nasazenou německou tenistkou Monou Barthelovou. Ve třetím kole však skončila na raketě favorizované turnajové čtyřky Agnieszky Radwańské.
Premiérový titul na okruhu WTA Tour si připsala na červnovém AEGON International 2014, hraném na trávě v Eastbourne, kde ve finále zdolala hráčku elitní světové desítky Angelique Kerberovou. Bodový zisk z turnaje kategorie Premier a následné třetí kolo ve Wimbledonu 2014 znamenaly, že se na počátku července vyhoupla na kariérní žebříčkové maximum, když jí patřilo 27. místo.
Do semifinále grandslamu poprvé postoupila na Australian Open 2015. Ve čtvrtém kole vyřadila světovou čtyřku Petru Kvitovou, následně si poradila s krajankou Madison Brengleovou a ve čtvrtfinále zdolala osmnáctou nasazenou Venus Williamsovou. V semifinále však nestačila na favorizovanou světovou jedničku Serenu Williamsovou. Po turnajích v Indian Wells 2015 a Miami Open 2015, kde vyhrála pouze jeden zápas, našla svou dřívější formu na antukovém turnaji v Charlestonu, kde došla do finále bez ztráty jediného setu. Nicméně, v něm podlehla ve třech setech páté nasazené Angelique Kerberové, přestože ve třetím setu vedla 4–1.

### 2016: Hráčka elitní světové desítky a titul v Birminghamu
Sezónu odstartovala na Australian Open, kde jí v osmifinále vyřadila stejně jako Halepovou Čang Šuaj. Utkání značně ovlivnilo zranění levé nohy Keysové, po kterém marodila až do březnového Indian Wells, hraného v Kalifornii. Tam po volném losu v úvodním kole vypadla s krajankou Nicole Gibbsovou. Po přesunu pak prohrála ve čtvrtfinále Miami Open, když byla nad její síly Němka Angelique Kerberová. Vítězstvím nad Darjou Gavrilovovou pomohla týmu Spojených států k triumfu nad Austrálií v baráži Světové skupiny Fed Cupu.

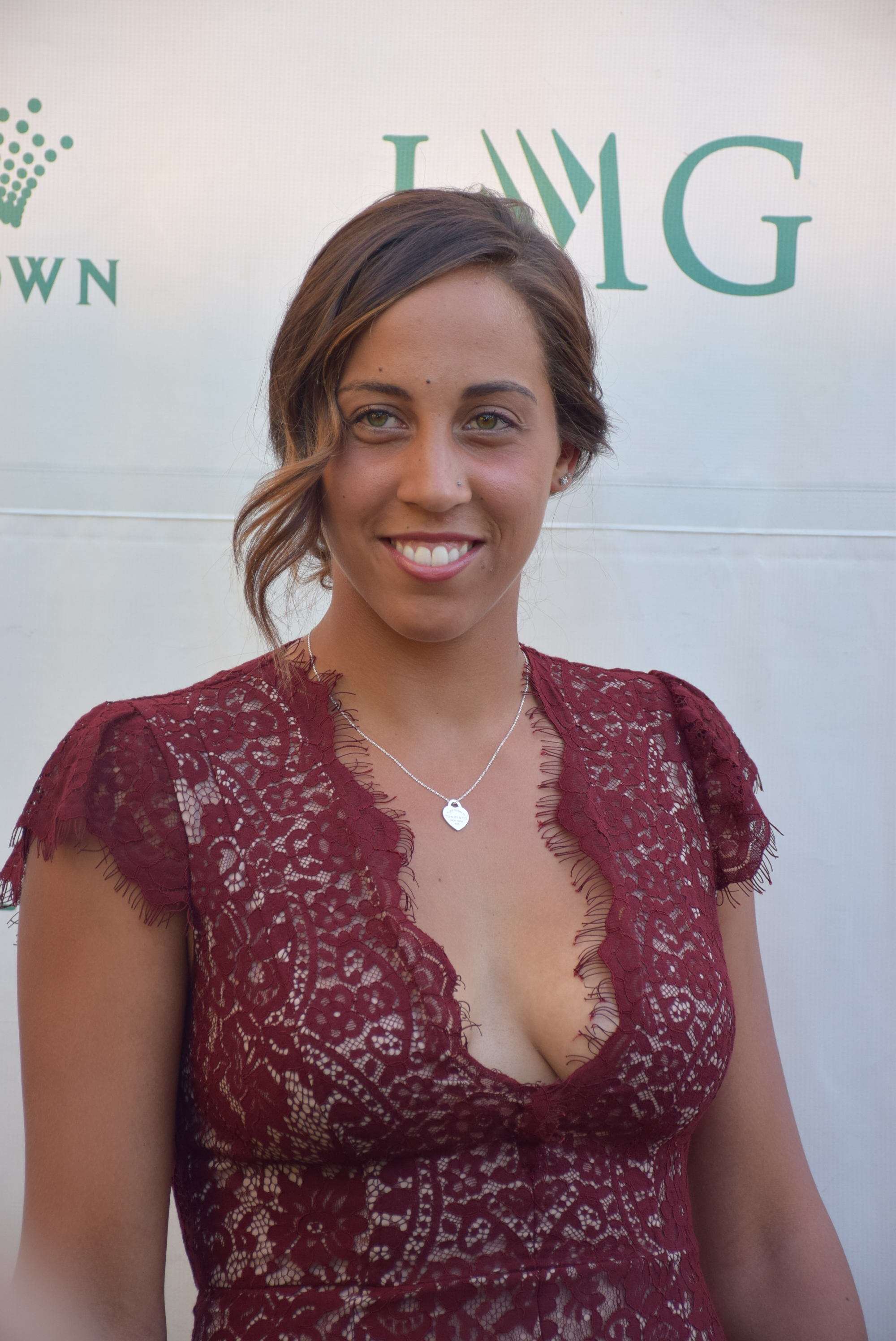
Keysová na společenské akci Australian Open 2016

V květnu pak skončila v osmifinále antukového Mutua Madrid Open, kde ji z turnaje vyřadila rumunská hráčka Patricia Maria Țigová. Svého třetího finále na okruhu se dočkala na Internazionali BNL d'Italia v Římě, které se stalo jejím prvním finálovým utkáním kategorie Premier 5, a v němž podlehla ve dvou setech Sereně Williamsové. Jednalo se o první ryze americké finále na antuce okruhu WTA Tour po 14 letech, když naposledy předtím se v této fázi antukového turnaje utkaly Serena a Venus Williamsovy na French Open 2002. Po turnaji se vrátila do Top 20 na 17. místo žebříčku. Stejně jako Australian Open, tak i French Open opustila po 4. kole, když v něm podlehla Kiki Bertensové z Nizozemska.
Postupem do finále travnatého AEGON Classic v Birminghamu si ve dvaceti jedna letech zajistila premiérový posun do první světové desítky žebříčku WTA, když postoupila o šest míst na 10. příčku. Stala se tak první Američankou v elitní desítce od Sereny Williamsové, která do ní pronikla v roce 1999. Po jedenácti letech v Top 10 figurovaly tři americké hráčky, vedle Keysové ještě sestry Williamsovy na prvním a devátém místě. V boji o titul porazila Češku Barboru Strýcovou a získala svou druhou trofej v kariéře.
Ve Wimbledonu došla stejně jako na předchozích dvou grandslamech opět do osmifinále, v němž jí stopku vystavila Simona Halepová. Se stejnou soupeřkou pak prohrála ve finále kanadského Rogers Cupu.
Čtvrté místo obsadila ve dvouhře olympijského turnaje v Riu de Janeiru, když mezi poslední čtveřicí hráček nejprve prohrála s Angelique Kerberovou a v boji o bronzovou medaili rovněž i s Petrou Kvitovou. I počtvrté v sezóně dohrála na grandslamu v osmifinále, když ji na newyorském US Open zastavila Dánka Caroline Wozniacká. Zlepšení přišlo v asijské části sezóny, když se probojovala do čtvrtfinále Wuhan Open, v němž ji z pavouku odstavila Simona Halepová. V semifinále pekingského China Open pak podlehla britské tenistce Johanně Kontaové. Místenku na Turnaj mistryň ji zajistil postup do semifinále na turnaji v rakouském Linci, ke kterému však nenastoupila.
V červené základní skupině dvouhry WTA Finals podlehla světové jedničce Angelique Kerberové i Simoně Halepové a porazila pozdější finalistku Dominiku Cibulkovou. V základní fázi obsadila poslední, čtvrté místo.

### 2017: Zranění a finalistka US Open
V zimní přestávce povolala zpět do svého týmu jako trenérku Lindsay Davenportovou.

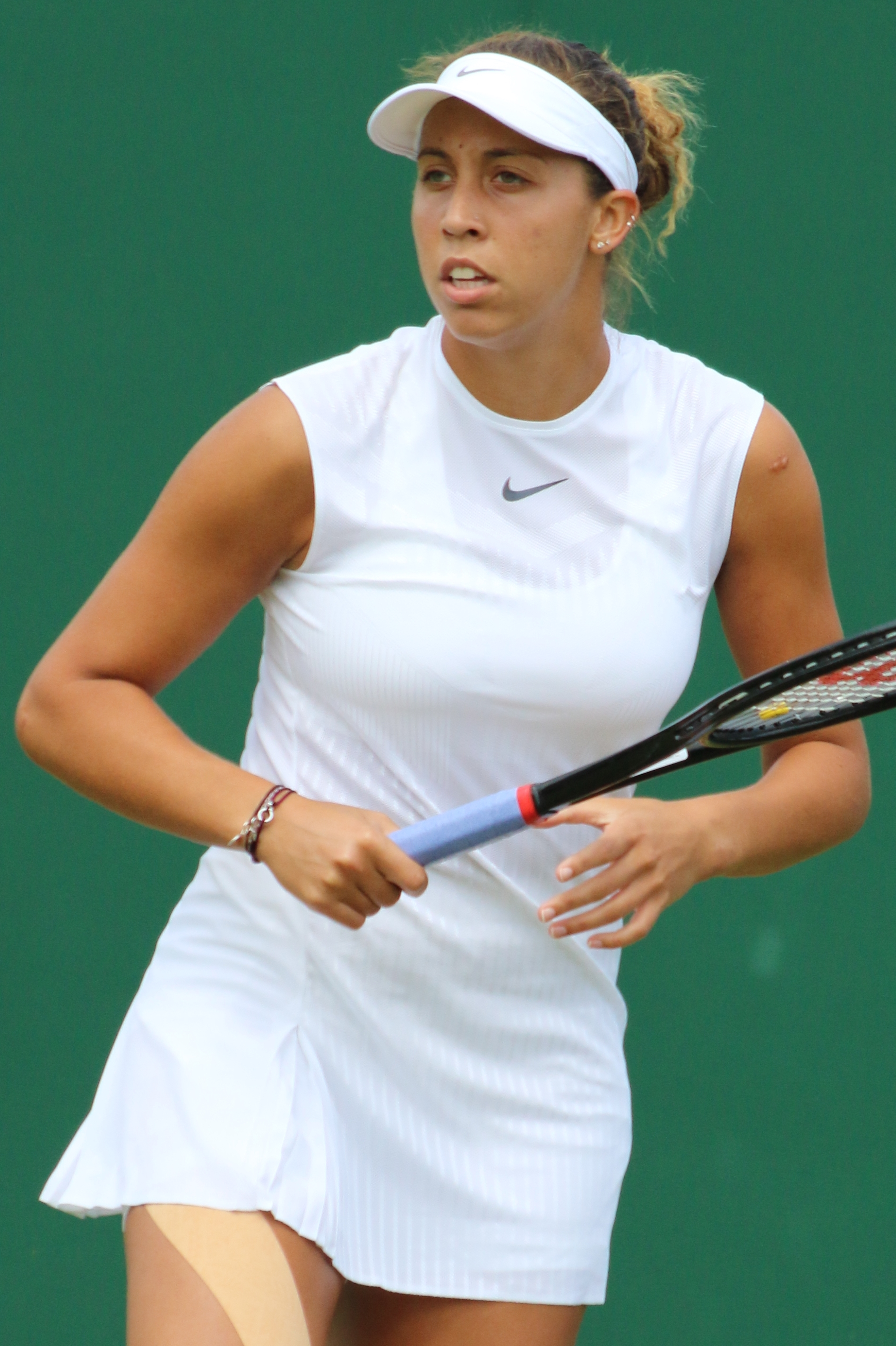
Ve Wimbledonu 2017 dohrála ve druhém kole

Australian Open vynechala z důvodu operace levého zápěstí. Na tenisové dvorce se vrátila až březnovým BNP Paribas Open v Indian Wells. V prvním zápase od Turnaje mistryň 2016 porazila Marianu Duqueovou Mariñovou ve dvou setech a poté Naomi Ósakaovou. Podlehla však třinácté nasazené Carolina Wozniacké. Zúčastnila se i navazujícího Miami Open, kde přehrála Viktoriji Goblubicovou, ale nestačila na sedmdesátou druhou hráčku žebříčku Laru Arruabarrenovou, přestože měla v první sadě setboly a ve druhé výhodu brejku.
Antukovou část sezóny zahájila na Volvo Car Open v Charlestonu, kde figurovala jako nejvýše nasazená. Prohrála již v prvním kole ve třech setech s krajankou Shelby Rogersovou, ačkoli získala první sadu. Na španělském Madrid Open skončila rovněž v prvním kole na raketě Misaki Doiové. Horší formu potrvdila na Internazionali BNL d'Italia v Římě, kde obhajovala finálovou účast. V prvním kole podlehla Darji Gavrilovové. Jeden zápas vyhrála až na French Open, kde si v prvním kole poradila s Australankou Ashleigh Bartyovou, aby následně prohrála až s 290. hráčkou světa Petrou Martićovou.
Jednu výhru připsala rovněž ve Wimbledonu, kde přehrála Nao Hibinovou, ale ve druhém kole nestačila na Italku Camilu Giorigovou. Přestože na stanfordský Bank of the West Classic přijížděla pouze s pěti výhrami v sezóně, dokázala jej ovládnout, když v semifinále vyřadila wimbledonskou šampionku Garbiñe Muguruzaovou a ve finále krajanku Coco Vandewegheovou. Do prvního grandslamového finále dokráčela na US Open. Při cestě turnajem porazila postupně Elise Mertensovou, Tatjanu Mariovou, sedmnáctou nasazenou Jelenu Vesninovou, čtvrtou nasazenou Elinu Svitolinovou, kvalifikantku Kaiu Kanepiovou a v semifinále již potřetí během jednoho měsíce krajanku a dvacátou nasazenou Coco Vandewegheovou. V boji o titul za hodinu hladce podlehla další krajance a premiérové grandslamové finalistce Sloane Stephensové.

### 2025: Vítězka Australian Open
Sezónu otevřela jako nasazená jednička v Aucklandu, kde ji ve čtvrtfinále vyřadila pozdější vítězka Dánka Clara Tausonová. Lépe si vedla v Adelaide, kde cestou pavoukem porazila čtyři výše postavené hráčky z první světové dvacítky – světovou šestnáctku Haddad Maiovou, sedmnáctku Ostapenkovou, devítku Kasatkinovou a ve finále sedmičku Jessicu Pegulaovou, čímž dosáhla jubilejní třicáté výhry nad členkou z první světové desítky.
Ve vítězné vlně pokračovala i na grandslamovém Australian Open, kde startovala jako devatenáctá nasazená. Na její raketě dohrály postupně krajanka Ann Liová, rumunská kvalifikantka Elena-Gabriela Ruseová, proti které prohrála ve třetím setu již o brejk, aby nakonec vyhrála až poměrem 7–5, a ve třetím kole turnajová desítka Danielle Collinsová. V osmifinále pak přehrála světovou sedmičku Jelenu Rybakinovou z Kazachstánu a ve čtvrtfinále ukrajinskou sedmadvacítku Elinu Svitolinovou, obě ve třech setech, aby postoupila do svého třetí semifinále na Australian Open a celkově sedmého na grandslamech v kariéře. V něm zaskočila světovou dvojku Igu Świątekovou z Polska. Po těsné první prohrané sadě dokázala zlepšit svou hru a utkání vyrovnala. Ve třetím dějství odvrátila sedm z osm brejkbolových šancí Polky a zároveň odvrátila za stavu her 5–6 na podání Świątekové její mečbol. V závěrečném supertiebreaku pak od stavu 5–7 získala pět z šesti posledních výměn, zvítězila a postoupila do svého druhého grandslamového finále po US Open 2017. V otevřené éře se tak stala tenistkou s největším časovým odstupem mezi prvními dvěma grandslamovými finále, když předčila sedmileté období Mauresmové, a 25 grandslamovými účastmi v mezidobí překonala interval 24 startů mezi prvními dvěma finále Mauresmové a Bartoliové Ve finále se utkala se světovou jedničkou a dvojnásobnou obhájkyní titulu Arynu Sabalenkovou, kterou přehrála poměrem gamů 7–5 ve třetím setu a získala při 46. účasti ve dvouhře grandslamu první titul. Pouze dvě šampionky otevřené éry potřebovaly k první grandslamové trofeji více startů, Pennettaová 49. a Bartoliová 47. účastí. Jako první hráčka od Světlany Kuzněcovové na French Open 2009 vyřadila na jediném grandslamu světovou jedničku i dvojku a na Australian Open se to naposledy podařilo Sereně Williamsové v roce 2005. V open éře představovala čtvrtou nejstarší vítězku prvního grandslamu po 33leté Pennettaové, 30leté Jonesové a 29leté Schiavoneové. Zisk 2 000 bodů jí poprvé od ledna 2023 vrátila do první světové desítky, a to na 7. příčku, čímž vyrovnala své nejvyšší postavení.

## Trenérské vedení
Od května do prosince 2016 ji vedl bývalý švédský tenista Thomas Högstedt. V sezóně 2017 obnovila spolupráci s Američankou Lindsay Davenportovou a v roce 2019 se do trenérského týmu vrátil Juan Todero, který ji vedl už v období 2013–2014. Mezi lety 2022–2023 byl hlavním koučem Georgi Rumenov. Po French Open 2023 ji začal připravovat tehdejší snoubenec a aktivní tenista Bjorn Fratangelo.

## Finále na Grand Slamu

### Ženská dvouhra: 2 (1–1)
| Stav       | rok  | turnaj          | povrch | soupeřka ve finále | výsledek      |
| ---------- | ---- | --------------- | ------ | ------------------ | ------------- |
| Finalistka | 2017 | US Open         | tvrdý  | Sloane Stephensová | 3–6, 0–6      |
| Vítězka    | 2025 | Australian Open | tvrdý  | Aryna Sabalenková  | 6–3, 2–6, 7–5 |

## Zápasy o olympijské medaile

### Ženská dvouhra: 1 (0–1)
| Stav     | rok  | turnaj                   | povrch | soupeřka      | výsledek      |
| -------- | ---- | ------------------------ | ------ | ------------- | ------------- |
| 4. místo | 2016 | Rio de Janeiro, Brazílie | tvrdý  | Petra Kvitová | 5–7, 6–2, 2–6 |

## Finále na okruhu WTA Tour

### Dvouhra: 15 (10–5)
| Legenda                                        |
| ---------------------------------------------- |
| Grand Slam (1–1)                               |
| Turnaj mistryň (0)                             |
| Premier Mandatory & Premier 5 / WTA 1000 (1–2) |
| Premier / WTA 500 (7–2)                        |
| International / WTA 250 (1–0)                  |

| Stav       | č.  | datum             | turnaj                                | kategorie  | povrch     | soupeřka ve finále   | výsledek        |
| ---------- | --- | ----------------- | ------------------------------------- | ---------- | ---------- | -------------------- | --------------- |
| Vítězka    | 1.  | 21. června 2014   | Eastbourne, Spojené království        | Premier    | tráva      | Angelique Kerberová  | 6–3, 3–6, 7–5   |
| Finalistka | 1.  | 12. dubna 2015    | Charleston, Spojené státy             | Premier    | antuka (z) | Angelique Kerberová  | 2–6, 6–4, 5–7   |
| Finalistka | 2.  | 15. května 2016   | Řím, Itálie                           | Premier 5  | antuka     | Serena Williamsová   | 6–7(5–7), 3–6   |
| Vítězka    | 2.  | 19. června 2016   | Birmingham, Spojené království        | Premier    | tráva      | Barbora Strýcová     | 6–3, 6–4        |
| Finalistka | 3.  | 31. července 2016 | Montréal, Kanada                      | Premier 5  | tvrdý      | Simona Halepová      | 6–7(2–7), 3–6   |
| Vítězka    | 3.  | 7. srpna 2017     | Stanford, Spojené státy               | Premier    | tvrdý      | Coco Vandewegheová   | 7–6(7–4), 6–4   |
| Finalistka | 4.  | 9. září 2017      | US Open, New York, Spojené státy      | Grand Slam | tvrdý      | Sloane Stephensová   | 3–6, 0–6        |
| Vítězka    | 4.  | 7. dubna 2019     | Charleston, Spojené státy             | Premier    | antuka (z) | Caroline Wozniacká   | 7–6(7–5), 6–3   |
| Vítězka    | 5.  | 18. srpna 2019    | Cincinnati, Spojené státy             | Premier 5  | tvrdý      | Světlana Kuzněcovová | 7–5, 7–6(5–7)   |
| Finalistka | 5.  | 12. ledna 2020    | Brisbane, Austrálie                   | Premier    | tvrdý      | Karolína Plíšková    | 4–6, 6–4, 5–7   |
| Vítězka    | 6.  | 15. ledna 2022    | Adelaide, Austrálie                   | WTA 250    | tvrdý      | Alison Riskeová      | 6–1, 6–2        |
| Vítězka    | 7.  | 1. července 2023  | Eastbourne, Spojené království (2)    | WTA 500    | tráva      | Darja Kasatkinová    | 6–2, 7–6(15–13) |
| Vítězka    | 8.  | 25. května 2024   | Štrasburk, Francie                    | WTA 500    | antuka     | Danielle Collinsová  | 6–1, 6–2        |
| Vítězka    | 9.  | 11. ledna 2025    | Adelaide, Austrálie (2)               | WTA 500    | tvrdý      | Jessica Pegulaová    | 6–3, 4–6, 6–1   |
| Vítězka    | 10. | 25. ledna 2025    | Australian Open, Melbourne, Austrálie | Grand Slam | tvrdý      | Aryna Sabalenková    | 6–3, 2–6, 7–5   |

## Finále na okruhu ITF
| 100 000 $ tournaments |
| 75 000 $ tournaments  |
| 50 000 $ tournaments  |
| 25 000 $ tournaments  |
| 10 000 $ tournaments  |

### Dvouhra: 4 (3–1)
| Stav       | č. | datum              | turnaj                   | povrch    | soupeřka ve finále  | výsledek      |
| ---------- | -- | ------------------ | ------------------------ | --------- | ------------------- | ------------- |
| Vítězka    | 1. | 27. června 2010    | Cleveland, Spojené státy | tvrdý     | Piia Suomalainenová | 6–2, 6–4      |
| Finalistka | 1. | 31. října 2010     | Bayamon, Portoriko       | tvrdý     | Lauren Davisová     | 6–7(5–7), 4–6 |
| Vítězka    | 2. | 28. října 2012     | Saguenay, Kanada         | tvrdý (h) | Eugenie Bouchardová | 6–4, 6–2      |
| Vítězka    | 3. | 11. listopadu 2012 | Phoenix, Spojené státy   | tvrdý     | Maria Sanchezová    | 6–3, 7–6(7–1) |

### Čtyřhra: 1 (1–0)
| Stav    | č. | datum             | turnaj                | povrch | spoluhráčka          | soupeřky ve finále  | výsledek          |
| ------- | -- | ----------------- | --------------------- | ------ | -------------------- | ------------------- | ----------------- |
| Vítězka | 1. | 15. července 2012 | Yakima, Spojené státy | tvrdý  | Samantha Crawfordová | Sü I-fan Čou I-miao | 6–3, 2–6, [12–10] |

## Chronologie výsledků na Grand Slamu

### Dvouhra
| Turnaj          | 2009 | 2010 | 2011    | 2012    | 2013    | 2014    | 2015    | 2016    | 2017    | 2018    | 2019    | 2020    | 2021    | 2022    | 2023    | 2024    | 2025    | SR     | V–P    |
| --------------- | ---- | ---- | ------- | ------- | ------- | ------- | ------- | ------- | ------- | ------- | ------- | ------- | ------- | ------- | ------- | ------- | ------- | ------ | ------ |
| Australian Open | A    | A    | A       | 1. kolo | 3. kolo | 2. kolo | SF      | 4. kolo | A       | ČF      | 4. kolo | 3. kolo | A       | SF      | 3. kolo | A       | Vítěz   | 1 / 11 | 34–10  |
| French Open     | A    | A    | A       | A       | 2. kolo | 1. kolo | 3. kolo | 4. kolo | 2. kolo | SF      | ČF      | 1. kolo | 3. kolo | 4. kolo | 2. kolo | 3. kolo | ČF      | 0 / 13 | 28–13  |
| Wimbledon       | A    | A    | A       | 2Q      | 3. kolo | 3. kolo | ČF      | 4. kolo | 2. kolo | 3. kolo | 2. kolo | NH      | 4. kolo | A       | ČF      | 4. kolo | 3. kolo | 0 / 11 | 27–11  |
| US Open         | A    | 1Q   | 2. kolo | 2Q      | 1. kolo | 2. kolo | 4. kolo | 4. kolo | F       | SF      | 4. kolo | 3. kolo | 1. kolo | 3. kolo | SF      | 3. kolo |         | 0 / 13 | 33–13  |
| výhry–prohry    | 0–0  | 0–0  | 1–1     | 0–1     | 5–4     | 4–4     | 14–4    | 12–4    | 8–3     | 16–4    | 11–4    | 4–3     | 5–3     | 10–3    | 12–4    | 7–3     | 13–2    | 1 / 48 | 122–47 |

| Legenda | Legenda                                   | Legenda | Legenda                     |
| ------- | ----------------------------------------- | ------- | --------------------------- |
| SR      | poměr vyhraných turnajů ku všem odehraným | W–L V–P | výhry–prohry                |
| NH      | daný rok se turnaj nekonal                | A       | turnaje se hráč nezúčastnil |
| 1Q / LQ | prohra v (kole) kvalifikace               | 1k / 1R | prohra v daném kole turnaje |
| QF / ČF | prohra ve čtvrtfinále                     | SF      | prohra v semifinále         |
| F       | prohra ve finále                          | Vítěz   | vítězství v turnaji         |

## Postavení na konečném žebříčku WTA

### Dvouhra
| Rok    | 2009 | 2010   | 2011   | 2012   | 2013  | 2014  | 2015  | 2016 | 2017  | 2018  | 2019  | 2020  | 2021  | 2022  | 2023  | 2024  |
| Pořadí | 621. | ▲ 483. | ▲ 315. | ▲ 149. | ▲ 37. | ▲ 31. | ▲ 18. | ▲ 8. | ▼ 19. | ▲ 17. | ▲ 13. | ▼ 16. | ▼ 56. | ▲ 11. | ▼ 12. | ▼ 21. |

### Čtyřhra
| Rok    | 2009 | 2010 | 2011 | 2012   | 2013   | 2014   | 2015   | 2016   | 2017   | 2018   | 2019 | 2020 | 2021 | 2022  | 2023   | 2024   |
| Pořadí | –    | –    | 907. | ▲ 265. | ▼ 972. | ▲ 123. | ▼ 240. | ▼ 351. | ▼ 465. | ▼ 479. | –    | –    | 540. | ▲ 56. | ▼ 549. | ▼ 562. |